# ساتوشي كوماموتو
ساتوشي كوماموتو (باليابانية: 熊埜御堂 智) (مواليد 5 أبريل 1969)، هو لاعب كرة قدم سابق كان يلعب كمدافع.